# Plácido de Castro
Plácido de Castro es un municipio de Brasil, en el este del estado de Acre. Su población es de 17.014 habitantes y su extensión de 2.047 km² (8,31 h/km²). Se encuentra a unos 100 km de la capital del estado.
Limita al norte con el municipio de Senador Guiomard, al sur con Bolivia, al este con el municipio de Acrelândia, al oeste con el municipio de Capixaba y al noroeste con el municipio de Rio Branco.

## Historia
Fue creado en 1976 y debe su nombre en homenaje al militar José Plácido de Castro, que tuvo un papel destacado, junto al Barón de Río Branco y Assis Brasil en la Questão do Acre, que culminó con la firma del Tratado de Petrópolis entre Brasil y Bolivia tratado que garantizó la propiedad de las tierras del territorio de Acre y el derecho de la explotación del caucho en esta región para Brasil.